# Блувотер (Аризона)
Блувотер (англ. Bluewater) — переписна місцевість (CDP) в США, в окрузі Ла-Пас штату Аризона. Населення — 682 особи (2020).

## Географія
Блувотер розташований за координатами 34°10′13″ пн. ш. 114°15′46″ зх. д. / 34.17028° пн. ш. 114.26278° зх. д. (34.170415, -114.262886). За даними Бюро перепису населення США в 2010 році переписна місцевість мала площу 6,18 км², з яких 5,38 км² — суходіл та 0,80 км² — водойми.

## Демографія
Згідно з переписом 2010 року, у переписній місцевості мешкало 725 осіб у 343 домогосподарствах у складі 196 родин. Густота населення становила 117 осіб/км². Було 669 помешкань (108/км²).
Расовий склад населення:
| - 74,2 % — білих - 9,9 % — корінних американців - 1,4 % — азіатів - 0,3 % — чорних або афроамериканців - 9,8 % — осіб інших рас |

До двох чи більше рас належало 4,4 %. Частка іспаномовних становила 15,2 % від усіх жителів.
За віковим діапазоном населення розподілялося таким чином: 14,9 % — особи молодші 18 років, 48,7 % — особи у віці 18—64 років, 36,4 % — особи у віці 65 років та старші. Медіана віку мешканця становила 56,9 року. На 100 осіб жіночої статі у переписній місцевості припадало 97,5 чоловіків; на 100 жінок у віці від 18 років та старших — 95,9 чоловіків також старших 18 років.
Середній дохід на одне домашнє господарство становив 46 354 долари США (медіана — 33 355), а середній дохід на одну сім'ю — 56 848 доларів (медіана — 34 732). Медіана доходів становила 62 891 долар для чоловіків та 25 417 доларів для жінок. За межею бідності перебувало 12,1 % осіб, у тому числі 7,7 % дітей у віці до 18 років та 7,0 % осіб у віці 65 років та старших.
Цивільне працевлаштоване населення становило 327 осіб. Основні галузі зайнятості: мистецтво, розваги та відпочинок — 20,5 %, освіта, охорона здоров'я та соціальна допомога — 15,6 %, публічна адміністрація — 13,8 %, науковці, спеціалісти, менеджери — 12,5 %.